# Hermann, Prinț de Wied
Hermann, Prinț de Wied (germană Wilhelm Hermann Karl Fürst von Wied; 22 mai 1814 – 5 martie 1864) a fost nobil german, fiul cel mare al lui Johann August Karl, Prinț de Wied. A fost tatăl reginei Elisabeta a României.

## Biografie
Hermann a fost al doilea copil și primul fiu al Prințului Johann August Karl de Wied (1779–1836) și al Prințesei Sophie Auguste de Solms-Braunfels (1796–1855). 
La 20 iunie 1842 Hermann s-a căsătorit la Biebrich cu Prințesa Marie de Nassau (1825–1902), fiica Ducelui Wilhelm de Nassau și a primei lui soții, Prințesa Louise de Saxa-Hildburghausen.
Cuplul a avut trei copii:
- Prințesa Elisabeta de Wied (29 decembrie 1843 – 3 martie 1916); s-a căsătorit cu Carol I al României.
- Wilhelm, Prinț de Wied (22 august 1845 – 22 octombrie 1907); s-a căsătorit cu Prințesa Marie a Țărilor de Jos, au avut copii.
- Prințul Otto de Wied (22 noiembrie 1850 – 18 februarie 1862)

1. ↑  Find a Grave